# El camino perdido y otros escritos
El camino perdido y otros escritos es el quinto de una serie de trece volúmenes sobre La historia de la Tierra Media, publicados por Christopher Tolkien, donde él analiza los manuscritos inéditos de su padre J. R. R. Tolkien.
Contiene sustancial información sobre la caída de Númenor, sobre la historia del marinero Ælfwine, ya esbozada en El libro de los cuentos perdidos, sobre Valinor y la Tierra Media que configuran los primeros manuscritos de El Silmarillion, las etimologías, un análisis completo de las raíces lingüísticas de las palabras Élficas y un apéndice completo de árboles genealógicos y listas de nombres.

### Primera parte: la caída de Númenor y el camino perdido
Esta parte consta de tres capítulos
1. «La historia temprana de la leyenda». Breve capítulo en donde Christopher Tolkien relata cómo su padre construyó la leyenda que derivaría en la construcción de un universo imaginario.
2. «La caída de Númenor». Aquí se publica el bosquejo y las dos primeras versiones de la «Akallabêth», así como fue evolucionando a medida que Tolkien repensaba esa parte de El Silmarillion.
3. «El camino perdido». Este capítulo se divide en tres partes: en la primera parte se relatan los sueños de Alboin, un personaje que sueña haber viajado por los mares y haber encontrado Tol Eressëa y dice haberse llamado Ælfwine; también, y como parte del sueño, se analizan las primeras palabras en noldorin. En la segunda parte se relata la historia de Númenor vista desde Elendil. En la tercera parte se relatan las diferentes opciones que Tolkien quería darle al relato del viaje.

### Segunda parte: Valinor y la Tierra Media antes deEl Señor de los Anillos
Esta parte contiene seis capítulos
1. «Los textos y sus relaciones». Breve capítulo introductorio que sitúa temporalmente los escritos.
2. «Los segundos Anales de Valinor». Relata los hechos desde la creación de Valinor y Eldamar hasta el Exilio de los Noldor.
3. «Los segundos Anales de Beleriand». Relata toda la Primera Edad del Sol hasta la Guerra de la Ira.
4. «Ainulindalë». Se trata de la segunda versión de la «Ainulindalë», la música de los Ainur.
5. «La Lhammas». Se trata de las tres versiones sobre la historia de las lenguas de la Tierra Media, supuestamente escrita por Pengolod el Sabio de Gondolin. Hay también tres árboles genealógicos sobre las lenguas.
6. «Quenta Silmarillion». Una de las primeras versiones del «Quenta Silmarillion», bastante completa. El manuscrito es el que envió Tolkien a George Allen & Unwin para que fuera considerado para su edición.

### Tercera parte
Esta parte consta de un solo capítulo, titulado «Las etimologías» que tiene una importancia trascendental para comprender el universo lingüístico y filológico de la Tierra Media. Se trata de un extenso listado por orden alfabético de las bases etimológicas de las palabras élficas y el origen de estas en élfico primitivo. «Las etimologías» fueron escritas en la década de 1930 y las palabras derivadas de esas raíces pertenecen exclusivamente a las lenguas quenya y noldorin (antecedente del sindarin).

### Apéndices
El libro contiene tres apéndices:
1. «Las genealogías». En este apéndice hay una mención a los árboles genealógicos de las casas élficas, que aparecieron en La formación de la Tierra Media.
2. «La lista de nombres». Un esbozo de la lista más completa que aparecería en El Silmarillion.
3. «El segundo mapa del “Silmarillion”». El segundo mapa de Beleriand que el propio Tolkien confeccionó.

- Datos: Q502579